# A.S.D.P. Ciliverghe di Mazzano
Associazione Sportiva Dilettantistica Polisportiva Ciliverghe Calcio, thường được gọi là Ciliverghe Mazzano, là một câu lạc bộ bóng đá Ý có trụ sở tại Mazzano, Lombardy.

## Lịch sử

### Thành lập
Câu lạc bộ được thành lập vào năm 1981.

### Serie D
Trong mùa giải 2013-14, đội đã được thăng hạng lần đầu tiên, từ Eccellenza Lombardy / C đến Serie D.

## Màu sắc và huy hiệu
Màu sắc của đội là xanh và vàng.